# Dänische Badminton-Mannschaftsmeisterschaft 2013/14
In der Dänischen Badminton-Mannschaftsmeisterschaft 2013/14 siegte im Finale das Team Skælskør-Slagelse.

## Vorrunde
| Platz | Team                   | Spiele | Siege | Score | Sätze | Punkte |
| ----- | ---------------------- | ------ | ----- | ----- | ----- | ------ |
| 1     | Team Skælskør-Slagelse | 9      | 9     | 41-15 | 86-43 | 25     |
| 2     | Skovshoved IF          | 9      | 8     | 37-17 | 81-41 | 24     |
| 3     | Greve Strands BK       | 9      | 5     | 33-24 | 74-54 | 18     |
| 4     | Odense BK              | 9      | 4     | 29-28 | 67-62 | 13     |
| 5     | Aarhus AB              | 9      | 4     | 26-30 | 62-68 | 12     |
| 6     | Gentofte BK            | 9      | 4     | 27-28 | 61-65 | 11     |
| 7     | Vendsyssel BK          | 9      | 4     | 25-33 | 57-76 | 10     |
| 8     | Solrød Strand BK       | 9      | 3     | 23-34 | 57-72 | 10     |
| 9     | Værløse BK             | 9      | 3     | 25-33 | 56-74 | 9      |
| 10    | Højbjerg BK            | 9      | 1     | 16-40 | 42-88 | 3      |

## Spiel um Platz 3
- Greve Strands BK - Solrød Strand BK 2:4

## Finale
- Skovshoved IF - Team Skælskør-Slagelse 2:4